# Lethariella canariensis
Lethariella canariensis är en lavart som först beskrevs av Erik Acharius, och fick sitt nu gällande namn av Krog. Lethariella canariensis ingår i släktet Lethariella och familjen Parmeliaceae.   Inga underarter finns listade i Catalogue of Life.